# 残心
残心（ざんしん）は、日本の武道および芸道において用いられる言葉。残身や残芯と書くこともある。文字通り解釈すると、心が途切れないという意味。意識すること、とくに技を終えた後、力を緩めたりくつろいでいながらも注意を払っている状態を示す。また技と同時に終わって忘れてしまうのではなく、余韻を残すといった日本の美学や禅と関連する概念でもある。

## 概念
だらしなくないことや気を抜かないことや卑怯でないことであり、裏を返せば「美しい所作」の継続ともいえる。
相手のある場合において卑怯でない、驕らない、高ぶらないことや試合う（しあう）相手があることに感謝する。どんな相手でも相手があって初めて技術の向上ができることや相手から自身が学べたり初心にかえることなど、相互扶助であるという認識を常に忘れない心の緊張でもあり、相手を尊重したり思いやることでもある。
生活の中では、襖や障子を閉め忘れたり乱暴に扱ったり、また技術職の徒弟で後片付けなどを怠ると「残心がない」や「残心ができていない」といって躾けとして用いられる言葉でもある。仕舞いを「きちっと」することでもある。ちなみに「躾け」とは「美しい」所作が「身」につくことを表した和製漢字である。

## 武道における残心
武道における残心とは、技を決めた後も心身ともに油断をしないことである。たとえ相手が完全に戦闘力を失ったかのように見えてもそれは擬態である可能性もあり、油断した隙を突いて反撃が来ることが有り得る。それを防ぎ、完全なる勝利へと導くのが残心である。
この精神を詠った道歌に以下のようなものがある。
折りえても 心ゆるすな 山桜 さそう嵐の 吹きもこそすれ
（桜を手に入れたと油断するな。嵐が吹いてしまったらどうするのだ）
武道の中には、剣道・柔道・空手・弓道・居合道など、技を行った後に特定の形（型 かた。体の構え）で身構える、相手との間合いを考慮して反撃方法を選ぶ、一拍おいて刀をおさめるといった一挙動を「残心」と呼ぶ。相手の反撃に瞬時に対応する準備と、更なる攻撃を加える準備を伴った、身構えと気構えである。これは、残心をより高いレベルに昇華し、一つの技を行う前・行っている最中・終えた後も引き続き一貫して維持される精神状態を体現したものである。芸道の残心と同じく、技を終えた瞬間に動作が終わるのではなく持続性（芸道でいうところの余韻）を持たせる。
たとえば弓道における残心は、矢を射た後も心身ともに姿勢を保ち、目は矢が当たった場所を見据えることである。剣道では、意識した状態を持続しながら、相手の攻撃や反撃を瞬時に返すことができるよう身構えていることを残心と呼び、残心がなければ技が正確に決まっても有効打突にならない。なぎなたの残心のルールは剣道とは異なるが、剣道同様、正確な攻撃であっても残心がないと無効とされる。剣道の試合において一本取ったことを喜ぶ様（ガッツポーズなど）が見受けられれば、驕り高ぶっていて残心が無いとみなされ、一本を取り消されることがある。
空手における残心とは完全に意識している状態で、自分の周囲と敵を把握し、反撃の準備もできていることである。柔術における残心は、拳は繰り出すスピードより早く引き戻す、また柔道においても、相手を投げた後もバランスを崩さない、寝技への移行や当身技を意識するなど次の攻撃の準備ができていることを意味する。合気道においても、自分が投げたばかりの受け（相手）を意識しながら、万一再攻撃があった場合に備えて体を構えることを残心という。
武術における残心は、あくまで身構えに対する心構えの一つであり、流派によっては、前心・通心・残心を説いている。現代では武器武道において残心がよく説かれるが、本来、心構えは残心だけではないことに注意がいる。
明治初期に流行した撃剣興行では、勝敗を誇張するために「引き上げ」（打突後に竹刀を片手で高く上げたり、飛び跳ねたり、相手に背を向ける動作）が横行し、残心が消失したとも言われている。また現在の柔道では、オリンピックなどで試合後に勝者がガッツポーズをするシーンが散見されるなど、残心が失われつつあるという。

## 芸道における残心
茶道における残心とは、千利休の道歌に表れている。
何にても 置き付けかへる 手離れは 恋しき人に わかるると知れ
（茶道具から手を離す時は、恋しい人と別れる時のような余韻を持たせよ）
また井伊直弼は茶湯一会集において、客が退出した途端に大声で話し始めたり、扉をばたばたと閉めたり、急いで中に戻ってさっさと片付け始めたりすべきではないと諭している。主客は帰っていく客が見えなくなるまで、その客が見えない場合でも、ずっと見送る。その後、主客は一人静かに茶室に戻って茶をたて、今日と同じ出会いは二度と起こらない（一期一会）ことを噛みしめる。この作法が主客の名残惜しさの表現、余情残心であると述べている。
日本舞踊における残心とは、主に踊りの区切りの終わりに用いられ、表現として「仕舞いができていない」ともいわれる。弓道と同じように最後まで気を抜かず、手先足先まで神経を行き渡らせ区切りの「お仕舞い」まで踊ることを指す。